# Fortaleza de Aguada
La fortaleza de Aguada (en portugués: Fortaleza da Aguada; en inglés: Fort Aguada) es una antigua fortificación portuguesa del siglo XVII situada en Candolim, en estado de Goa, India. Cuenta con un faro con vistas al mar Arábigo.

## Descripción e historia
La fortaleza fue construida entre 1609 y 1612 para proteger a la población contra los holandeses y los marathas. Fue un punto de referencia para los buques procedentes de Europa en ese momento. Esta antigua fortaleza portuguesa se encuentra en la playa al sur de Candolim, en la orilla del río Mandovi. Se encargó inicialmente de la defensa de la navegación y del cercano subdistrito de Bardez. 
Llegó a disponer de 79 cañones. Esta fortaleza se divide en dos segmentos: la parte superior, que actuó como fortaleza y estación de riego, mientras que la parte inferior sirvió como un puerto seguro para los barcos portugueses. La parte superior tiene foso, cámara de almacenamiento de agua subterránea, sala de pólvora, faro y bastiones, también tiene un pasaje de escape secreto para usar durante el tiempo de la guerra y de emergencia.
Un manantial de agua dulce dentro de la fortaleza proporcionó suministro de agua a los barcos que pasaban por allí. Es así como el fuerte obtuvo su nombre: «Aguada», que significa «lugar para aprovisionarse de agua». Las tripulaciones de los barcos que pasaban solían acudir para reponer sus reservas de agua dulce. La fortaleza tiene la capacidad de almacenamiento de 2 376 000 galones de agua, uno de los mayores depósitos de agua dulce de la época en toda Asia.
En la fortaleza se alza un faro portugués de cuatro plantas, construido en 1864, el más antiguo de su tipo en Asia. El faro en su etapa inicial se utilizó para emitir luz una vez cada siete minutos, posteriormente se modificó para emitir luz cada treinta segundos. Fue abandonado en 1976.
En el siglo XX, durante la Administración de Salazar, la fortaleza de Aguada fue reutilizada como prisión para los opositores políticos.